# 2765 Dinant
2765 Dinant este un asteroid din centura principală, descoperit pe 4 martie 1981, de Henri Debehogne.